# Maria Bonino
Maria Bonino (Biella, 9 dicembre 1953 – Luanda, 24 marzo 2005) è stata una pediatra italiana.
È nota per la sua attività di assistenza pediatrica in diversi paesi dell'Africa, avendo collaborato con diverse organizzazioni non governative.
Alla sua memoria è stata istituita una fondazione per l'aiuto ai bambini africani, in particolar modo a quelli malnutriti.

## Biografia
Maria Bonino risiedeva ad Aosta.
Aveva conseguito la laurea in Medicina e Chirurgia nel 1978 presso l'Università degli Studi di Torino. Fino al 1980 svolse attività presso l'ospedale infantile Regina Margherita di Torino e poi presso la USL 1/23 di Torino fino al giugno 1981.
Dopo un corso preparatorio presso Medici con l'Africa Cuamm, dal luglio 1981 al settembre 1983 ha prestato servizio presso l'Ospedale di Ikonda, in Tanzania, come responsabile dei reparti di pediatria e di riabilitazione dei bambini malnutriti, con la responsabilità del Servizio di prevenzione materno-infantile.
Ritornò in Europa per diplomarsi in Medicina tropicale, nel febbraio 1984 ad Anversa, e rimase in Italia fino al febbraio 1986 come pediatra presso l'ospedale di Varallo.
Nuovamente in Africa dal 1986 al luglio 1988 come responsabile del reparto di pediatria ed unità bambini malnutriti presso l'ospedale regionale di Tenkodogo in Burkina Faso.
Al suo ritorno in Italia lavorò come assistente di pediatria presso l'ospedale di Moncalieri e quindi come medico la pediatria e neonatologia dell'ospedale regionale di Aosta, sempre intervallandosi in periodi di attività in Africa.
Dal novembre 1992 all'ottobre 1994 fu responsabile di pediatria nell'ambito del programma di "Medici con l'Africa" presso l'ospedale regionale di Iringa in Tanzania. Dal gennaio 2001 al gennaio 2002 prestò servizio, con la qualifica di medico, come assessore coordinatore alla direzione sanitaria del distretto di Arua, in Uganda, quindi fino al febbraio 2003 lavorò in Uganda in qualità di responsabile del dipartimento di Pediatria dell'ospedale St. Mary's - Lacor, a Gulu.
Nel marzo 2003 iniziò il suo incarico come pediatra presso il reparto di pediatria dell'ospedale provinciale di Uíge in Angola. Nell'ottobre 2004 osservò e denunciò morti sospette per febbre Marburg (una malattia simile all'Ebola, che si propaga attraverso i fluidi corporei delle persone contagiate) nell'ospedale, ma solamente nel febbraio 2005 riceverà il permesso delle autorità locali per aprire due locali di isolamento infettivo, dopo una recrudescenza mortale di questa febbre (più di novanta morti, soprattutto bambini). Il 16 marzo accusa un rialzo febbrile, con nausea e vomito: morirà il 24 marzo 2005 all'età di 51 anni a Luanda, in Angola, colpita dal virus di Marburg. Venne sepolta in Africa, in un cimitero angolano, come da lei richiesto.

## Nella cultura di massa
- Al primo anniversario della scomparsa, la città di Biella le ha conferito la cittadinanza onoraria.[1]
- Le sono state intitolate la via principale della frazione Gallo del comune di Camandona (BI), la biblioteca ospedaliera dell'ospedale "Parini" di Aosta, la scuola materna di un quartiere di Biella ed una via nel comune di Cerea (VR).